# Cheilotrichia curta
Cheilotrichia curta är en tvåvingeart som först beskrevs av Alexander 1925.  Cheilotrichia curta ingår i släktet Cheilotrichia och familjen småharkrankar. Inga underarter finns listade i Catalogue of Life.